# Мар'янівська сільська рада (Більмацький район)
| Мар'янівська сільська рада — колишній орган місцевого самоврядування у Більмацькому районі Запорізької області з адміністративним центром у с. Мар'янівка. Сільській раді підпорядковані населені пункти: - с. Мар'янівка - с. Мирське - с. Пробудження |

## Склад ради
Рада складалася з 12 депутатів та голови.

### Керівний склад ради
| ПІБ                    | Основні відомості                                                             | Дата обрання | Дата звільнення |
| ---------------------- | ----------------------------------------------------------------------------- | ------------ | --------------- |
| Канюк Наталя Василівна | Сільський голова, 1961 року народження, освіта, позапартійна                  | 26.03.2006   | 31.10.2010      |
| Канюк Наталя Василівна | Сільський голова, 1961 року народження, освіта середня загальна, позапартійна | 31.10.2010   |                 |

Примітка: таблиця складена за даними джерела